# بخش بردفورد، ایزانتی، مینه سوتا
بخش بردفورد (به انگلیسی: Bradford Township) یک منطقهٔ مسکونی در ایالات متحده آمریکا است که در شهرستان ایسانتی، مینه‌سوتا واقع شده‌است.
 بخش بردفورد ۹۳٫۱ کیلومتر مربع مساحت و ۳٬۴۷۲ نفر جمعیت دارد و ۲۸۱ متر بالاتر از سطح دریا واقع شده‌است.